# Вильгельм VII (ландграф Гессен-Касселя)
Вильгельм VII Гессен-Кассельский (нем. Wilhelm VII. von Hessen-Kassel; 21 июня 1651, Кассель — 21 ноября 1670, Париж) — ландграф Гессен-Касселя в 1663—1670 годах из Гессенского дома.

## Биография
Вильгельм VII — старший сын ландграфа Вильгельма VI Гессен-Кассельского из Гессенского дома. После смерти отца в 1663 году управление государством приняла на себя (в качестве регента) мать Вильгельма VII, ландграфиня Гедвига София Бранденбургская — на период до наступления его совершеннолетия.
После достижения совершеннолетия ландграф Вильгельм VII был помолвлен с Амалией Курляндской, дочерью герцога Курляндии Якоба Кеттлера. Амалия была двоюродной сестрой Вильгельма, их матери были родными сёстрами. Сразу же после заключения этой помолвки молодой ландграф отправился в свой гран-тур через Голландию в Англию и Францию. Находясь в Париже, Вильгельм VII заболел неизвестной лихорадкой и умер. По сохранившимся сведениям, в этом трагическом исходе тёмную роль сыграли французские лекари, измучившие и обессилившие молодого человека бесконечным применением рвотных и слабительных средств, клизмами и пусканием ему крови.
Вильгельм VII похоронен в церкви Св. Мартина в Касселе. Его невеста Амалия вышла замуж за младшего брата Вильгельма, Карла.